# Mosellum

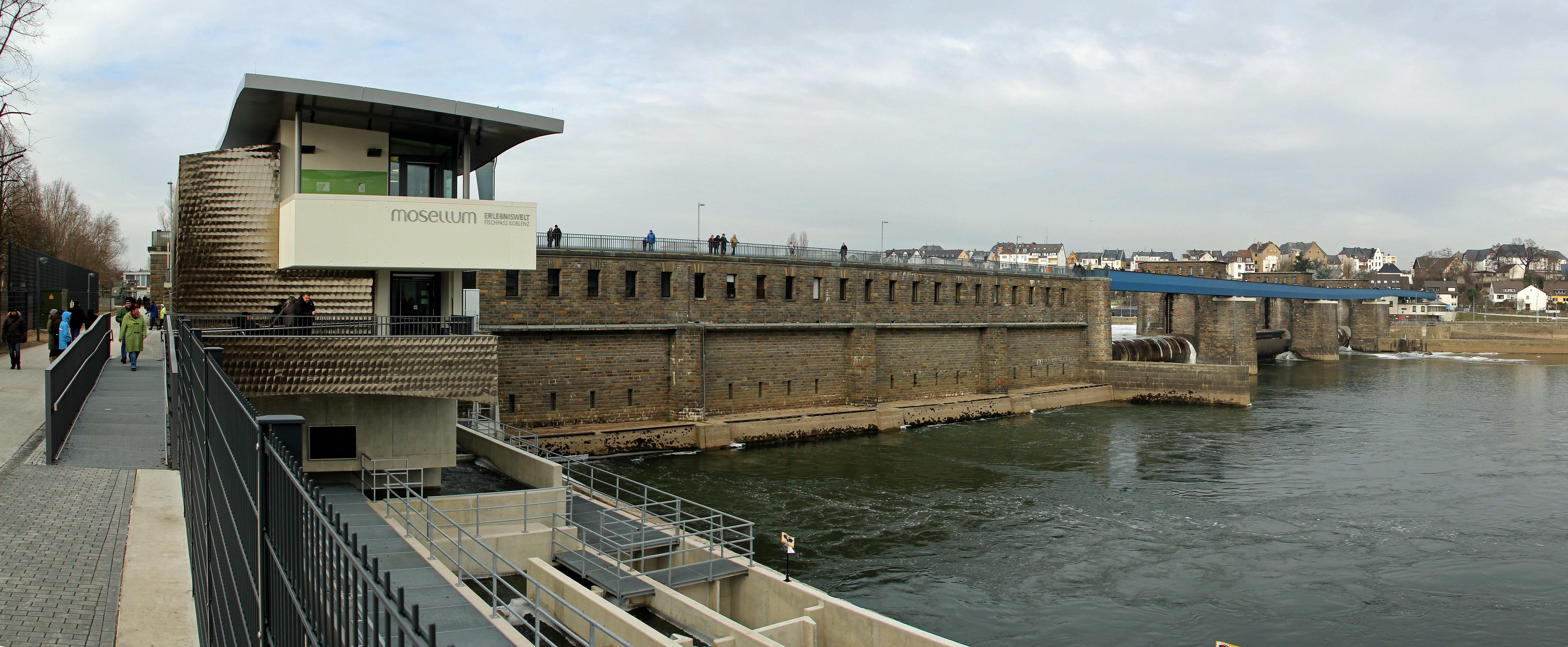
Das Mosellum mit der Staustufe Koblenz

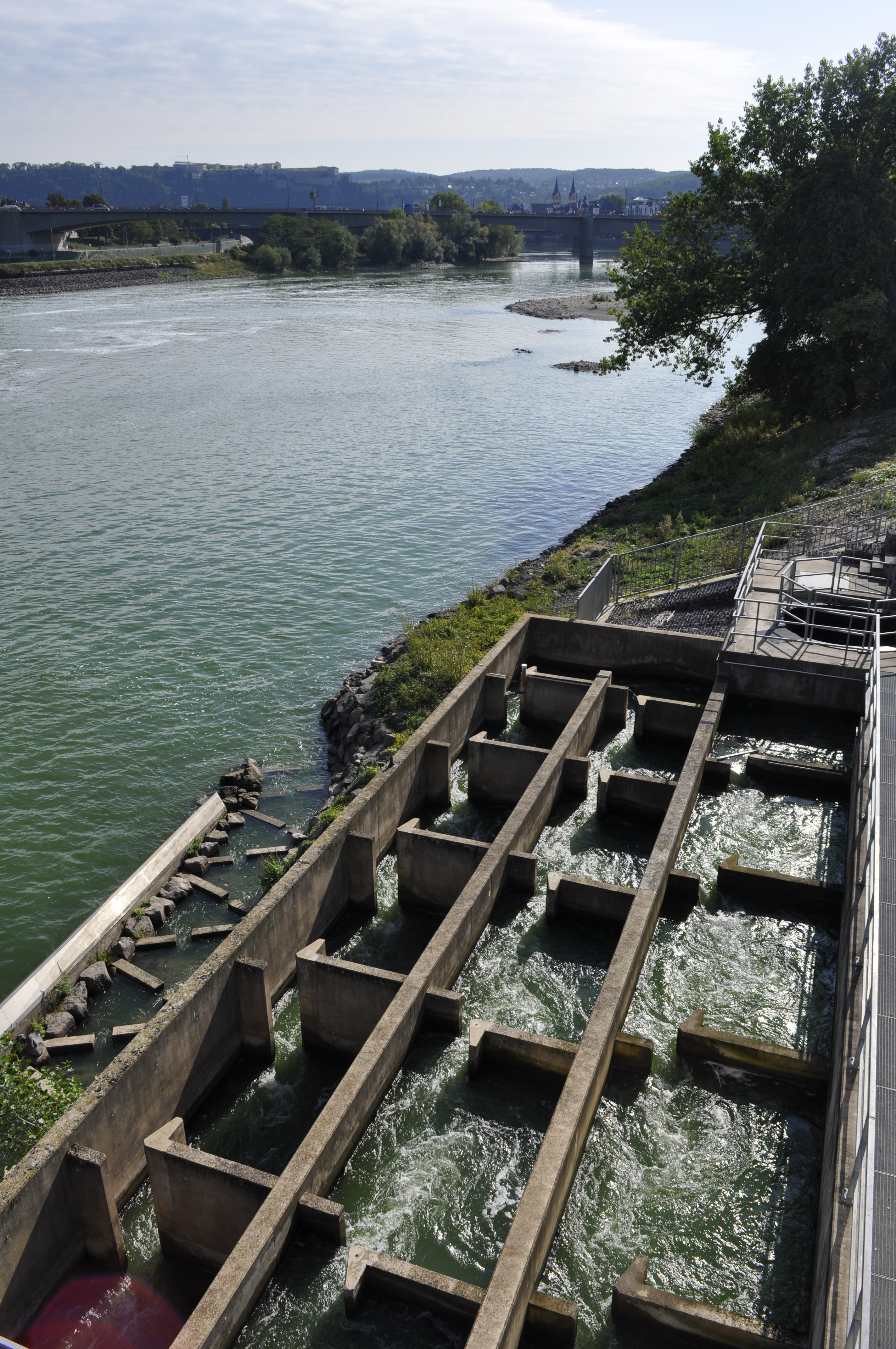
Das Mosellum mit dem Fischpass

Das Mosellum – Erlebniswelt – Fischpass Koblenz ist ein Besucher- und Informationszentrum an der Staustufe Koblenz. Im Zuge der Modernisierung des Fischpasses wurde zusätzlich das Mosellum mit einer Ausstellung rund um die Mosel gebaut und 2011 eröffnet. Die Ausstellung informiert Besucher auf vier Ebenen über die Themen Gewässerökologie, Fischwanderung in der Mosel, Schifffahrt und Stromerzeugung.

## Geschichte
Nachdem der Fischpass am rechten Moselufer der Staustufe Koblenz nicht mehr den gestellten Anforderungen entsprach, wurde zwischen April 2010 und September 2011 eine neue Anlage errichtet. Zeitgleich entstand das Besucher- und Informationszentrum Mosellum, das am 29. September 2011 eröffnet wurde. Dem Motto „form follows function“ folgend wurde das im Grundriss rechteckige Gebäude mit einem geschwungenen Dach und einer an Fischschuppen erinnernde Hausfassade errichtet und barrierefrei, hochwasserkompatibel und energieautark gebaut. Die Baukosten für das Mosellum und den Fischpass betrugen rund 8,1 Mio. Euro. Träger des Mosellums ist das Ministerium für Umwelt, Energie, Ernährung und Forsten in Rheinland-Pfalz und Betreiberin ist die Struktur- und Genehmigungsdirektion Nord in Rheinland-Pfalz.
Seit der Wiedereröffnung im März 2019 liegt die Projektleitung beim BUND (Bund für Umwelt und Naturschutz Deutschland, Landesverband Rheinland-Pfalz e. V.), der das Angebot im Mosellum mit einem umweltpädagogischen Konzept ausgeweitet hat.

## Besucher- und Informationszentrum

### Die Ausstellung
Auf den vier Ebenen „Ufer“, „Schiff“, „Unter Wasser“ und „Ausblick“ werden die Besucher über Wanderfische und die Mosel informiert. Das Mosellum bietet Spieltische, interaktive Exponate und Exponate von Biber und Kormoran zum Streicheln an. Mit einem Kreuzworträtsel kann die Ausstellung spielerisch erkundet werden. Jede Ebene kann über den Aufzug erreicht werden, so dass die gesamte Ausstellung barrierefrei ist.

### Fischpass
Die Mosel ist ein Verbindungsgewässer, damit Fische wie beispielsweise Lachse, Flussbarsche, Forellen und Aale ihre Laichplätze und Aufwuchsgebiete am Oberlauf des Flusses und ihren Seitengewässern erreichen können. Der Fischpass bietet sowohl an der Oberwasser- als auch an der Unterwasserseite drei Ab- bzw. Einstiege. Über 39 treppenförmig angelegte Becken (2,7 × 3,8 m) ermöglicht er den Fischen, den Höhenunterschied an der Südseite der Staustufe Koblenz zu bewältigen. Dabei haben die einzelnen Becken eine Wasserspiegeldifferenz von 0,15 m, bei einer Beckentiefe von 1,1 bis 1,25 m und einer Schlitzbreite von 0,45 m. Die Abflussmenge im Fischpass beträgt etwa 900 l/s. Die Anlage ist mit zwei Fischzählern sowie Fang- und Kontrollstationen ausgestattet. Die Fischzählanlage „River-Watch Fishcounter“, auch „Vaki-Counter“ genannt, wurde von der isländischen Firma Vaki hergestellt. Sie ist die erste ihrer Art, die an einer Bundeswasserstraße eingesetzt wird, und in ihrer Größe und Ausführung weltweit einzigartig.

## Das „Blaue Klassenzimmer“
Um das Mosellum als außerschulischen Lernort nutzen zu können, steht für Schulklassen ab der 3. Klasse das „Blaue Klassenzimmer“ zur Verfügung.

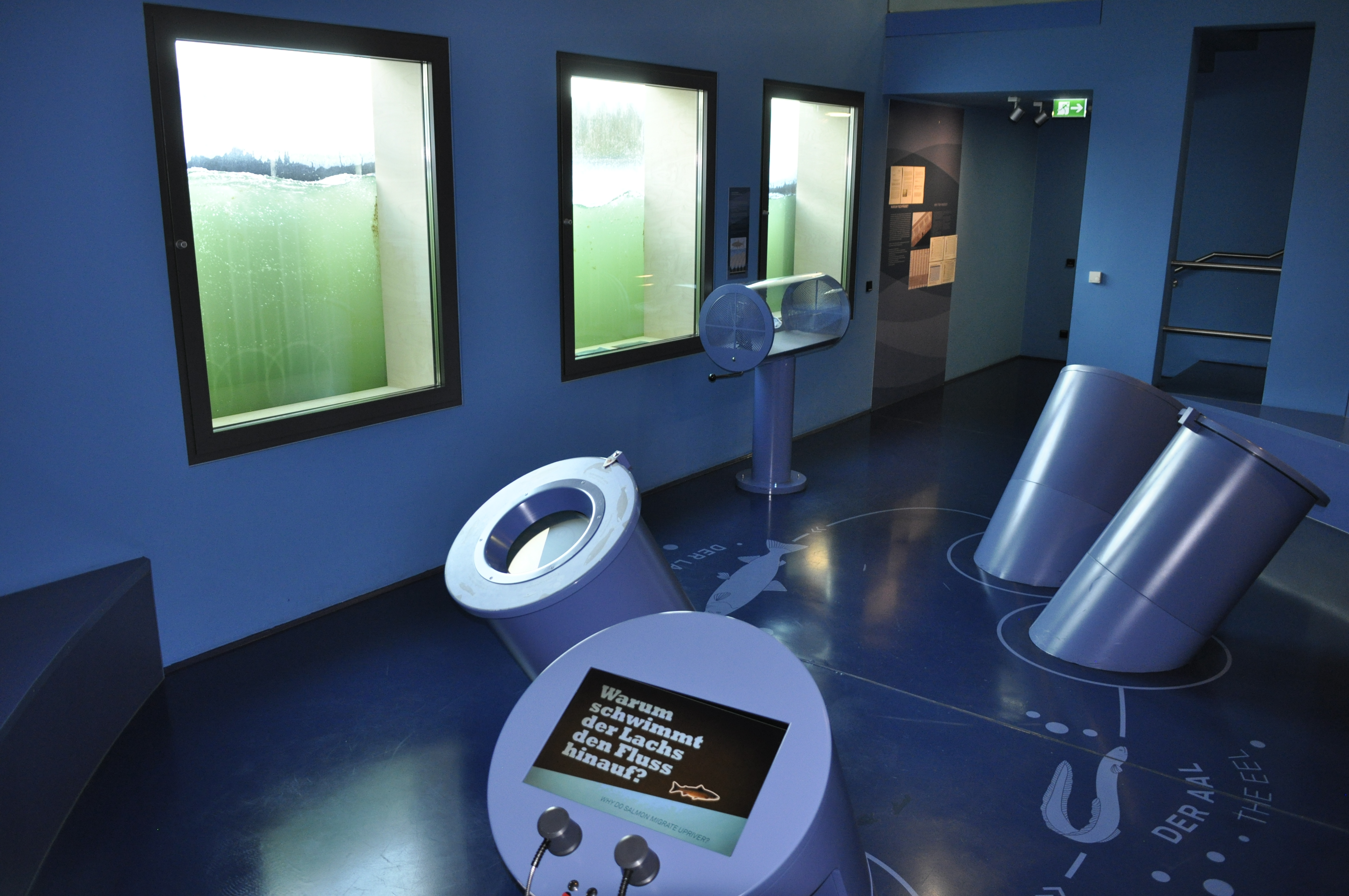
Die Ebene „Unter Wasser“ mit Ausblick auf den Fischpass

## Workshops
Mit der Übergabe der Projektleitung an den BUND wurde das umweltpädagogische Angebot im Mosellum erweitert und neu konzipiert. Fester Bestandteil dieses Konzeptes ist der Mikroplastik-Workshop, der vor allem an Schulklassen der 5. und 6. Klasse gerichtet ist. Der Workshop besteht aus einem theoretischen und einem praktischen Teil, in dem die Teilnehmer über die menschgemachte Problematik Plastik und die daraus folgenden Konsequenzen aufgeklärt werden. Die Teilnehmer können bei der Herstellung von Zahnpasta, Deo und vier weiteren Produkten lernen, zur Vermeidung von Plastik beizutragen.
Der zweite Workshop beschäftigt sich mit der Gewässergüte, den Organismen und der Gewässerstruktur der Mosel. Bevor der praktische Teil des „Gewässerökologischen Workshops“ beginnt, wird erklärt, was die Gewässergüte ist, wie diese bewertet wird und was die Bewertung für den Menschen bedeutet. Im praktischen Teil des Workshops soll das sogenannte Makrozoobenthos herangezogen, untersucht und identifiziert werden. Mithilfe eines Bestimmungsschlüssels und eines Lupenbechers können die Teilnehmer die Bewohner der Mosel genauer unter die Lupe nehmen und herausfinden, was sie über den Zustand der Mosel sagen.